# If You’re Feeling Sinister
Az 1996-os If You're Feeling Sinister a Belle & Sebastian második nagylemeze. A kritikusok dicsérték. 2005-ben jelent meg koncertfelvétele If You're Feeling Sinister: Live at the Barbican címmel.
A Pitchfork Media az 1990-es évek 100 legjobb albuma listáján a 14. helyre került. Az album szerepel az 1001 lemez, amit hallanod kell, mielőtt meghalsz című könyvben.

## Az album dalai
|     | Cím                              | Szerző(k)      | Hossz |
| --- | -------------------------------- | -------------- | ----- |
| 1.  | The Stars of Track and Field     | Stuart Murdoch | 4:48  |
| 2.  | Seeing Other People              | Murdoch        | 3:48  |
| 3.  | Me and the Major                 | Murdoch        | 3:51  |
| 4.  | Like Dylan in the Movies         | Murdoch        | 4:14  |
| 5.  | The Fox in the Snow              | Murdoch        | 4:11  |
| 6.  | Get Me Away from Here, I'm Dying | Murdoch        | 3:25  |
| 7.  | If You're Feeling Sinister       | Murdoch        | 5:21  |
| 8.  | Mayfly                           | Murdoch        | 3:42  |
| 9.  | The Boy Done Wrong Again         | Murdoch        | 4:17  |
| 10. | Judy and the Dream of Horses     | Murdoch        | 3:40  |

## Közreműködők
- Stuart Murdoch – ének, gitár, zongora
- Stuart David – basszusgitár
- Isobel Campbell – cselló, ének, ütőhangszerek, hangfelvevő
- Chris Geddes – billentyűk, zongora
- Richard Colburn – dob
- Stevie Jackson – gitár, ének
- Sarah Martin – hegedű, hangfelvevő, ütőhangszerek
- Mick Cooke – trombita

## Fordítás
Ez a szócikk részben vagy egészben az If You're Feeling Sinister című angol Wikipédia-szócikk ezen változatának fordításán alapul.  Az eredeti cikk szerkesztőit annak laptörténete sorolja fel. Ez a jelzés csupán a megfogalmazás eredetét és a szerzői jogokat jelzi, nem szolgál a cikkben szereplő információk forrásmegjelöléseként.